# Lasocin (powiat opatowski)
Lasocin – wieś sołecka w Polsce położona w województwie świętokrzyskim, w powiecie opatowskim, w gminie Ożarów. W latach 1547–1869 samodzielne miasto. Do 1954 roku siedziba gminy Lasocin. W latach 1954–1972 wieś należała i była siedzibą władz gromady Lasocin. W latach 1975–1998 Lasocin administracyjnie należał do województwa tarnobrzeskiego.

## Położenie
Lasocin położony jest na Przedgórzu Iłżeckim, pośród pagórków i wąwozów. Znajduje się 7 km na północny wschód od Ożarowa – w kierunku doliny Wisły, w odległości 5 km od brzegu rzeki. Dwa kilometry na południe od miejscowości przebiega droga krajowa nr 74 z Kielc do Zamościa. Lasocin leży na trasie zielonego szlaku rowerowego im. Witolda Gombrowicza.

## Historia
Lasocin lokowany został w 1547 r. przez Andrzeja Lasockiego, podkomorzego lubelskiego. Miasto powstało na  „surowym korzeniu” – na gruntach leśnych sąsiedniej wsi  Dębno. Lasocin lokowany był na prawie niemieckim. Przywilej lokacyjny wydał na prośbę Lasockiego król Zygmunt August.
Miejscowość związana także z działalnością braci polskich. Szerzyli oni swoje idee do 1592 r. 
Po Lasockich kolejnymi właścicielami miasteczka byli Oleśniccy. W 1629 roku właścicielem miasta w powiecie sandomierskim województwa sandomierskiego był Mikołaj Oleśnicki. Około 1662 r. Zbigniew Oleśnicki, kasztelan wiślicki i starosta opoczyński ufundował tu kościół. We wcześniejszym okresie Lasocin należał do nieistniejącej współcześnie parafii w Dębnie. W miasteczku mógł też znajdować się zbór protestancki. 20 sierpnia 1664 r. kościół został konsekrowany przez biskupa Mikołaja Oborskiego. Do nowej świątyni przeniesiono wyposażenie kościoła z Dębna.
W XVII w. osada była kolejno własnością rodów: Oleśnickich, Fedorowiczów, Zubińskich i Denhoffów. W XIX w. Lasocin należał do rodziny Wierzbickich.
Mieszkańcy miasta utrzymywali się głównie z rolnictwa. W połowie XVIII w. niektórzy mieszkańcy Lasocina pracowali jako drwale i tracze. Z lasów znajdujących się wokół miasta pozyskiwano drzewo, używane do produkcji szkut – statków budowanych w pobliskim Sulejowie, gdzie znajdował się port rzeczny na Wiśle.
W XIX w. miasto było ważnym ośrodkiem tkactwa. Działało tu kilkadziesiąt warsztatów wyspecjalizowanych w produkcji płótna grubego. W 1869 r. Lasocin utracił prawa miejskie. Osada pełniła jednak nadal funkcję lokalnego ośrodka administracyjnego, aż do likwidacji gromady po II wojnie światowej.
Pod koniec XIX i na początku XX w. w Lasocinie zaczęła się osiedlać ludność żydowska. W latach 1935–1941 było tu ogółem 70 Żydów. Zajmowali oni w większości domy przy Rynku. Trudnili się głównie handlem. U rodziny Raportów znajdował się też dom modlitwy oraz szkoła żydowska. W 1941 r. lasocińscy Żydzi zostali przesiedleni do zbiorczego getta w Ożarowie, a po jego likwidacji w 1942 r. do obozu koncentracyjnego w Treblince, gdzie zostali zamordowani.
W latach 1975–1998 Lasocin administracyjnie należał do województwa tarnobrzeskiego.

## Zabytki
- Neoromański kościół pw. św. Michała Archanioła, wybudowany w latach 1930-1952 na miejsce starszego, drewnianego kościoła, przeniesionego do wsi Stodoły w 1952 r. Obok kościoła stała drewniana dzwonnica, rozebrana w 2006 r. W kościele znajdują się niektóre z barokowych i rokokowych obrazów, rzeźb i sprzętów przeniesionych ze starszej świątyni. Barokowy ołtarz główny z rzeźbami aniołów, pochodzi z 1700 r. Znajduje się na nim obraz Michała Archanioła z początku XVIII w.
- Późnobarokowa rzeźba św. Jana Nepomucena na przykościelnym cmentarzu
- Figura Chrystusa Frasobliwego z XIX w.
- Drewniana chata z XIX w. z czterospadowym dachem, krytym strzechą. Znajduje się przy wyjeździe z Lasocina w stronę Biedrzychowa.
- Cmentarz parafialny założony w XIX w. Znajdują się na nim rzeźby i krucyfiksy z XIX i początku XX w. pochodzące w większości z miejscowych warsztatów kamieniarskich. Niektóre z rzeźb są autorstwa kamieniarzy janikowskich, kunowskich oraz radomskich. Wpisany do rejestru zabytków nieruchomych (nr rej.: A.549 z 14.06.1988)[11].